# Zárt halmaz
A geometriában, a topológiában és a matematika kapcsolódó területein az a halmaz zárt, amelynek komplementere nyílt. Ekvivalensen, a halmaz minden határpontját tartalmazza. Továbbá egy halmaz akkor és csak akkor zárt, ha megegyezik lezártjával.
A zárt halmaz nem tévesztendő össze a zárt sokasággal.

## Példák
- A valós számok szokásos topológiájában az [a,b] alakú zárt intervallumok zártak.
- A [0,1] intervallum zárt a valós számok részhalmazaként, és [0,1] ∩ Q, a nulla és egy közötti racionális számok halmaza, a határokat is beleértve zárt részhalmaza a racionális számok halmazának, viszont a valós számok halmazának nem zárt részhalmaza.
- Vannak olyan halmazok, amelyek se nem nyíltak, se nem zártak. Például a [0,1[ alulról zárt, felülről nyílt intervallum, nem zárt, és nem nyílt.
- Vannak halmazok, amelyek nyíltak is és zártak is. Ilyen például az üres halmaz, vagy a teljes topologikus tér.
- Az  [1, +∞[ intervallum zárt.
- A Cantor-halmaz is zárt.
- A Hausdorff-terekben az egyes pontok zártak.
- Ha X és Y topologikus terek, és az f függvény folytonos, akkor az Y-beli zárt halmazok ősképei is zártak.

## Tulajdonságai
A zárt halmaz tartalmazza a határát. Mivel a halmaz komplementere nyílt, ezért a halmazon kívül akármilyen irányba elmozdulva egy kicsit még mindig a halmazon kívül maradunk.
Zárt halmazok akármekkora metszete zárt, akár végtelen soké is, és véges sok zárt halmaz uniója is zárt. Végtelen sok zárt halmaz uniója akár nyílt is lehet. A megszámlálható sok zárt halmaz uniójaként kapott halmazokat Fσ halmazoknak nevezik.
Az üres halmaz zárt, és a teljes topologikus tér is zárt. Ha megadunk egy halmazt, és részhalmazok egy olyan rendszerét, amelynek tulajdonságai a fentiek, és eleme az üres és a teljes halmaz is, akkor ez meghatároz egy topológiát az adott halmazon.
A metszet tulajdonság lehetővé teszi a halmazok lezárását. Egy halmaz lezártja az a legszűkebb zárt halmaz, amely tartalmazza. Ez előállítható az összes, az adott halmazt tartalmazó halmaz metszeteként.

## Részletes tulajdonságai
A ponthalmazok topológiájában zárt az a halmaz, amely tartalmazza a határát.
A nyílt halmazos definíció topologikus terekben értelmezhető, azaz olyan terekben, amelyeknek topologikus szerkezetük van. Így megjelenhetnek metrikus terekben, differenciálható sokaságokban, uniform terekben és pszeudometrikus terekben.
A zárt halmazok jellemezhetők sorozatokkal és hálókkal is. Az X topologikus tér egy A részhalmaza zárt akkor és csak akkor, ha az A pontjaiból alkotott összes háló összes határpontja továbbra is A-beli. Ha az X tér minden pontjának van megszámlálható környezetbázisa, mint a metrikus terekben, akkor az összes háló helyett elég a konvergens sorozatokat venni. Ez az általánosabb jellemzés lehetővé teszi a zárt halmaz fogalmának kiterjesztését a topologikus tereknél tágabb konvergenciaterekre. Ez a jellemzés az egész X topologikus teret veszi számításba, ezért nem mindegy, hogy X mely pontokat tartalmazza.
Egy halmaz zárt volta függ attól a tértől, aminek része. A kompakt Hausdorff-terek azonban abszolút zártak, tehát akármely Hausdorff-térbe beágyazva zártak maradnak. A Stone-Čech kompaktifikáció leírható úgy is, hogy a Hausdorff-terek nem konvergens hálóihoz határpontokat rendel.
Kompakt terek zárt részhalmazai kompaktak, és a Hausdorff-terek kompakt részhalmazai zártak.
A zárt halmazok hasznos jellemzést adnak a kompaktságra: egy topologikus tér akkor és csak akkor kompakt, ha minden, nem üres zárt részhalmazaiból alkotott halmazrendszer, aminek üres a metszete, tartalmaz véges, üres metszetű részrendszert is.
Egy topologikus tér nem összefüggő, ha előáll két zárt, diszjunkt részhalmazának uniójaként. Totálisan összefüggéstelen, ha van zárt halmazokból álló nyíltbázisa.

## Az euklideszi térben
Ha  F az {\displaystyle \mathbb {R} ^{n}} n dimenziós euklideszi részhalmaza, akkor a fenti zártságdefiníció ekvivalens a következővel:
Minden F-en kívüli {\displaystyle x\in \mathbb {R} ^{n}}-hez van {\displaystyle \varepsilon >0}, hogy minden {\displaystyle y\in \mathbb {R} ^{n}} ahol {\displaystyle \|x-y\|<\varepsilon }, szintén F-en kívüli.
Ez tulajdonképpen a komplementer nyíltságát jelenti.
Az ε szám választása az adott x ponttól függ, azaz minden pontra más ε a jó. Az x-hez ε-nál közelebb levő pontok halmaza nyílt gömb, mert a felszín nem tartozik hozzá. A zárt gömbök a belsejük mellett a határukat is tartalmazzák, tehát ha {\displaystyle \|x-y\|\leq \varepsilon }, akkor y eleme az x közepű, ε sugarú zárt gömbnek.
{\displaystyle \mathbb {R} ^{n}} minden zárt részhalmaza előáll megszámlálhatóan sok nyílt intervallum metszeteként. Például [0,1] a  {\displaystyle \textstyle \left]-{\frac {1}{n}},1+{\frac {1}{n}}\right[} alakú intervallumok metszete, ahol n befutja a pozitív egész számok halmazát.

## Metrikus terekben
Legyen {\displaystyle (X,d)} metrikus tér, és {\displaystyle F} részhalmaza {\displaystyle X}-nek. Ekkor {\displaystyle F} zárt, ha:
Minden {\displaystyle x} {\displaystyle X\setminus F}-beli ponthoz van egy valós {\displaystyle \varepsilon >0}, hogy {\displaystyle X} minden {\displaystyle y} pontjára: Hogyha {\displaystyle d(x,y)<\varepsilon }, akkor {\displaystyle y} {\displaystyle X\setminus F}-an fekszik.
Megjegyzés: {\displaystyle \varepsilon } választása {\displaystyle x} csak x-től függ.
Ez ekvivalens a következővel: ha {\displaystyle (a_{n})} F-beli pontok sorozata, amely X-ben konvergens, akkor határértéke is F-beli.
Metrikus terekben azok az y pontok, amelyek egy adott x ponttól legfeljebb ε távolságra vannak, zárt gömböt alkotnak. Formálisan:
{\displaystyle {\overline {B}}_{r}(x):=\{y\in X|d(x,y)\leq r\}}
és ez az X-beli halmaz x középpontú, r > 0 sugarú zártt gömb.
A zárt gömb tartalmazza a határát, hiszen amely pontok középponttól vett távolsága megegyezik a sugárral, azok is a gömbhöz tartoznak. A norma (matematika) cikkben példák láthatók arra, hogy a normált terekben nem mindig kör vagy gömb alakúak a gömbök.
A gömbök felhasználásával átfogalmazható a definíció:
Legyen (X,d) metrikus tér. Ekkor X egy F részhalmaza  zárt, ha:
{\displaystyle \forall {x\in X\setminus F}:{\exists \varepsilon }>{0}:B_{\varepsilon }(x)\cap F=\emptyset }
Ez a definíció megfelel az euklideszi terekben szokásos definíciónak.